# Антиасы
Анти́асы (лат. Anthias) — род лучепёрых рыб из семейства каменных окуней (Serranidae). Большинство видов встречаются на глубоких рифах в тропической и субтропической Атлантике, часто значительно ниже глубины, достижимой для аквалангиста. Один вид A. noeli встречается на глубоких рифах в восточной части Тихого океана.
Самые крупные представители рода достигают 29 см в длину, тело окрашено в красный, розовый, оранжевый или желтый цвета. Они обычно встречаются в группах, питаются зоопланктоном. Антиасы являются последовательными протогиническими гермафродитами.

## Классификация
В прошлом в данный род включали гораздо больше видов, но они уже перенесены в другие роды, такие как Callanthias, Odontanthias и Pseudanthias и другие.
На ноябрь 2019 года в род включают 8 видов:
- Anthias anthias (Linnaeus, 1758) — Обыкновенный антиас, или средиземноморский антиас[1]
- Anthias asperilinguis Günther, 1859
- Anthias cyprinoides (Katayama & Amaoka, 1986)
- Anthias helenensis Katayama & Amaoka, 1986
- Anthias menezesi Anderson & Heemstra, 1980[5]
- Anthias nicholsi Firth, 1933
- Anthias noeli Anderson & Baldwin, 2000
- Anthias woodsi Anderson & Heemstra, 1980[5]

- Anthias asperilinguis
- Anthias woodsi